# 25514 Lisawu
25514 Lisawu è un asteroide della fascia principale. Scoperto nel 1999, presenta un'orbita caratterizzata da un semiasse maggiore pari a 2,5218816 UA e da un'eccentricità di 0,0600594, inclinata di 5,23345° rispetto all'eclittica.